# Resolutie 460 Veiligheidsraad Verenigde Naties
Resolutie 460 van de Veiligheidsraad van de Verenigde Naties werd op 21 december 1979 aangenomen. Tsjechoslowakije en de Sovjet-Unie onthielden zich bij de stemming.

## Achtergrond
In 1965 verklaarde Zuid-Rhodesië zich eenzijdig onafhankelijk van het Verenigd Koninkrijk, waarna het niet-erkende blanke minderheidsregime door de VN illegaal werd verklaard.
Met resolutie 253 uit 1968 legde de Veiligheidsraad het land economische sancties op. Het Verenigd Koninkrijk werd als koloniserende mogendheid verantwoordelijk geacht voor de beëindiging van het illegale regime.

## Inhoud
De Veiligheidsraad:
- Herinnert aan de resoluties 232, 253 en volgende.
- Herbevestigt resolutie 1514 (XV) van de Algemene Vergadering.
- Is tevreden dat de conferentie in Londen heeft geleid tot een akkoord voor een vrij en onafhankelijk Zimbabwe met een meerderheidsregime.
- Bemerkt ook dat het Verenigd Koninkrijk Zuid-Rhodesië wil dekoloniseren op basis van vrije verkiezingen die zullen leiden tot een onafhankelijk Zuid-Rhodesië.
- Betreurt de doden, de verspilling en het leiden door veertien jaar rebellie in Zuid-Rhodesië.
- Denkt aan de nood om bedreiging van de wereldvrede aan te pakken.

1. Herbevestigt het recht van het Zimbabwaanse volk op zelfbeschikking, vrijheid en onafhankelijkheid, zoals vastgelegd in het Handvest van de Verenigde Naties.
2. Besluit de lidstaten op te roepen de genomen maatregelen tegen Zuid-Rhodesië te beëindigen.
3. Besluit verder het met resolutie 253 opgerichte comité te ontbinden.
4. Eert de lidstaten, de landen aan het front in het bijzonder, voor de uitvoering van de sancties tegen Zuid-Rhodesië.
5. Roept de lidstaten en de gespecialiseerde organisaties op Zuid-Rhodesië en de frontlanden te helpen met de heropbouw en de terugkeer van alle vluchtelingen.
6. Roept op tot het strikt naleven van de akkoorden en de volledige uitvoering ervan.
7. Roept de administratieve mogendheid (het V.K.) op om ervoor te zorgen dat geen Zuid-Afrikaanse of andere externe troepen in Zuid-Rhodesië blijven of binnenkomen.
8. Verzoekt de secretaris-generaal om te helpen met de uitvoering van paragraaf °5.
9. Besluit de situatie in de gaten te houden totdat het territorium volledig onafhankelijk is.

## Verwante resoluties
- Resolutie 448 Veiligheidsraad Verenigde Naties
- Resolutie 455 Veiligheidsraad Verenigde Naties
- Resolutie 463 Veiligheidsraad Verenigde Naties
- Resolutie 477 Veiligheidsraad Verenigde Naties

Lijst ·  444 ·  445 ·  446 ·  447 ·  448 ·  449 ·  450 ·  451 ·  452 ·  453 ·  454 ·  455 ·  456 ·  457 ·  458 ·  459 ·  460 ·  461